# Leptopsyche gracilis
Leptopsyche gracilis là một loài Trichoptera trong họ Hydropsychidae. Chúng phân bố ở miền Australasia.